# إريش فريد
إريك فريد (بالإنجليزية: Erich Fried), (ولد في 6 مايو 1921 في فيينا، وتوفي 22 نوفمبر 1988 في بادن بادن) شاعر ومترجم وكاتب مقالات نمساوي يهودي، استقر في انكلترا في المملكة المتحدة.
بالنسبة لهانس ماغنوس إنتزنسبيرغر ووولف بيرمان فهو واحد من الممثلين الرئيسيين في الأدب الألماني بعد الحرب العالمية الثانية. وبالنسبة للكثيرين، بل هو أيضاً أفضل مترجم لكتابات شكسبير في تلك اللغة. وتشارك إريك فريد أيضاً بشكل مباشر في السياسة من خلال المؤتمرات أو المشاركة في المظاهرات.

## السيرة الذاتية
هو الابن الوحيد لعائلة يهودية بفيينا، فقد والده إريك فرايد في مايو 1938، ضحية للاستجواب من قبل الجستابو بعد فترة وجيزة من الضم، «طالب مدرسة ثانوية النمساوي من سبعة عشر، وتحولت إلى اضطهاد اليهود»، ويلخص في وقت لاحق. لجأ لانكلترا عبر العبور من بلجيكا، وخلق مجموعة من «الشباب المهاجر» (Emigrantenjugend) التي تدير أن يأتي إلى لندن قبل اندلاع الحرب 70 شخصا، من بينهم والدته. يطفو أثناء الحرب من خلال وظائف مختلفة. في عام 1943، غادر منظمة الشباب الشيوعي التي كان يرفض الستالينية المتنامية. من 1952-1968 كان المعلق السياسي في خدمة بي بي سي الألمانية. في عام 1944، تزوج ماريا ماربورغ، قبل قليل من ولادة ابنهما هانز. وهذا هو أيضا سنة نشر مجموعته الأولى من القصائد دويتشلاند (Deutschland).
انفصل عن ماريا في عام 1946، وطلقها في عام 1952 وتزوج في العام نفسه نان سبنس-إشنر ورزق منها بطفلين، ديفيد وكاثرين. وفي عام 1962، عاد لأول مرة رسميا إلى فيينا، التزم في 63 الكتاب مجموعة GRUPPE 47 وكانت أول ترجمة له لشكسبير ل«حلم ليلة صيف»، في العام نفسه. تزوج في 1965 من كاثرين بوزويل، ولدت ابنتهما البتراء في الخريف. منذ ان ترك بي بي سي حتى وفاته، كان له احتواء على النشاط الأدبي ومكثف: قراءات عامة كثيرة، في كثير من الأحيان من خلال لقاءات جماهيرية وفيما يتعلق الحركة الطلابية 68. التزامه شخصية الأصلي الجمع سياسة (فيتنام، وقوانين الطوارئ، السياسة الإسرائيلية...) والأدب على حد سواء منح له وظيفة في جامعة جيسن وإن... كانت مشاكل مع القانون. الموضوعات المتكررة من عمله الغنائي هي في المنفى كما هو الحال في مئة قصائد بلا مأوى (100 Gedichte OHNE Vaterland، 1978)، والتزام جذري لأسباب متعددة (ضد الحرب والكراهية والغباء) ومتعة اللعب مع الكلمات والصوت الخاصة بهم. له أيضا قصائد الحب (Liebesgedichte)«هل مفاجأة» في عام 1979، وهذا سوف يكون واحدا من أكبر نجاح ما بعد الحرب للشعر اللغة الألمانية. وقد تكرر هذا النجاح في '83 مع «ما هو» (وكان وفاق IST)، وعنوان المجموعة هو أن من قصيدة «الأكثر مبيعا» في الأراضي الناطقة باللغة الألمانية:
مأثور إريك فريد معرض الجانب الشرقي (تبقى من جدار برلين): نريد العالم أن يبقى كما هو، انه لا يريد يبقى
وهذا هو
هذا أمر سخيف
وقال السبب
ذلك هو ما هو عليه
قال الحب
هذا سوء حظ
سعيد آلة حاسبة
ألم الوحيد
الخوف قال
انها ميؤوس منها
وقال الحس السليم
ذلك هو ما هو عليه
قال الحب
هذا أمر مثير للسخرية
وقال فخر
إنه خفيف
وقال الحذر
من المستحيل
وقالت التجربة
ذلك هو ما هو عليه
قال الحب
(ترجمة Spengler123)
في في عام 1982، استعاد إريك فريد الجنسية النمساوية مع الحفاظ على الجنسية البريطانية المكتسبة في عام 1949. وحصل على ميدالية كارل فون Ossietzky من الرابطة الدولية لحقوق الإنسان عام 1986 وفي عام 1987 حصل على جائزة جورج - بوشنر. توفي بتفوق مرض السرطان عليه 22 نوفمبر 1988 في بادن بادن وفي المقبرة لندن «كنسل الخضراء».
في عام 1990 المستشارية النمساوية أنشئت جائزة أدبية تحمل اسمه (إريك-فريد-بريس)، سوف فرايد كان 85 سنة في عام 2006. تم إعادة نشر أعماله الكاملة في هذه المناسبة مع كلاوس وجنباش (Wagenbach).

## من أقواله
- بالنسبة للعالم أنت شخص ما وبالنسبة لشخص ما أنت العالم.[2]
- يكذب من يدعي أن الحرية تسود هنا، فالحرية لا تسود أحدا.[2]
- لا تشك في من يقول لك أنه خائف، بل خف ممن يقل لك أن ليس عنده شكوك.[2]

## أعمال
- كلية دبي العقارية Gebete أسترالي لندن 1945
- عين Soldat اوند عين الفتيات من 1960
- الرايخ دير STEINE 1963
- Warngedichte 1964
- Überlegungen 1964
- طفا اوند Narren 1965
- اوند فيتنام اوند 1966
- Anfechtungen 1967
- يموت Beine größeren در لجين 1969
- في Unter Nebenfeinden 1970
- يموت فريهيت دن موند aufzumachen 1972
- هور إسرائيل 1974
- ICH حتى كام يموت في Unter Deutschen، 1977
- 100 Gedichte OHNE Vaterland، 1978
- Liebesgedichte 1979
- وفاق الخاصة العراقية كان وفاق الخاصة العراقية، 1983
- أم Klarheit 1985
- Mitunter sogar Lachen 1986

في الفرنسية
- الجندي وفتاة [1962]، المتحولة. روبرت ROVINI - دار غاليمار مجموعة حول العالم - (2070225836 ISBN)، وأعيد طبعه مجموعة الأجنبي (1992) (ISBN 2-07-072736-X)
- الأطفال والسفيه [1968]، العابرة. جان كلود شنايدر - دار غاليمار - (2070270068 ISBN)
- وDémesure من كل شيء [1984]، وترجم من قبل بيير فورلان - أد. آكت سود
- مئات من قصائد بلا حدود [1978]، العابرة. D. وG. Daillant - بورجوا - (ISBN 2-267-00137-3)

## روابط خارجية
- إريش فريد على موقع IMDb (الإنجليزية)
- إريش فريد على موقع مونزينجر (الألمانية)
- إريش فريد على موقع ميوزك برينز (الإنجليزية)
- إريش فريد على موقع ديسكوغز (الإنجليزية)